# 橘儿
橘儿(法語：Clémentine,1963年—），旅日法国女歌手。出生于法国巴黎，成名于日本。她的音乐风格偏向于Bossa Nova。三菱、丰田曾经选用了她的歌曲作为广告主题曲。她的音乐风格兼有爵士、桑巴、French Bossa。